# Ян Лещлі
Ян Лещлі (дан. Jan Leschly; нар. 11 вересня 1940) — колишній данський тенісист і бізнесмен.
Найвищу одиночну позицію світового рейтингу — 10 місце досяг 1967 року (за даними Ленса Тінґея).
Здобув 18 одиночних титулів.
Найвищим досягненням на турнірах Великого шолома був півфінал в одиночному розряді.
Завершив кар'єру 1973 року.

## Фінали за кар'єру

### Одиночний розряд 33 (18-15)
| Категорія + (Титули)               |
| ---------------------------------- |
| Великий шлем (0)                   |
| Національні (8)                    |
| Міжнародні (4)                     |
| Провінційні/регіональні/штатні (2) |
| Графські 0)                        |
| Регулярні (4)                      |

| Титули за покриттям         |
| --------------------------- |
| Ґрунт – відкритий корт (0)  |
| Трава – відкритий корт (2)  |
| Тверде – відкритий корт (0) |
| Килим – закритий корт (4)   |
| Дерево – закритий корт (2)  |

| Результат | Ранг | Дата          | Турнір                                    | Покриття                 | Суперник              | Рахунок                   |
| --------- | ---- | ------------- | ----------------------------------------- | ------------------------ | --------------------- | ------------------------- |
| Перемога  | 1.   | липень 1957   | East of England Championships             | Трава                    | Ґордон Талбот         | 1–6, 6–2, 6–3             |
| Перемога  | 2.   | липень 1958   | East of England Championships             | Трава                    | Клаус Сторм Паллесен  | 6–0, 6–0                  |
| Поразка   | 3.   | серпень 1959  | Danish National Championships             | ?                        | Курт Нільсен          | 6–0, 6–2, 6–4             |
| Поразка   | 4.   | січень 1961   | Danish Covered Courts                     | ?                        | Йорген Ульріх         | 6–4, 6–8, 6–2, 6–2        |
| Поразка   | 5.   | листопад 1961 | King's Cup                                | Wood (i)                 | Ульф Шмідт            | 6–4, 6–2                  |
| Перемога  | 6.   | грудень 1961  | Copenhagen Indoor                         | Wood (i)                 | Торстен Йоханссон     | 6–2, 5–7, 6–3, 10–8       |
| Поразка   | 7.   | січень 1962   | Danish Covered Courts                     | ?                        | Йорген Ульріх         | 6–2, 6–3, 3–6, 6–4        |
| Перемога  | 8.   | березень 1962 | Danish International Championships        | ?                        | Торстен Йоханссон     | 6–3, 6–1, 1–6, 6–3        |
| Перемога  | 9.   | грудень 1962  | Copenhagen Indoor                         | Wood (i)                 | Йорген Ульріх         | 12–10, 3–6, 6–3, 7–5      |
| Перемога  | 10.  | січень 1963   | Danish Covered Courts                     | ?                        | Йорген Ульріх         | 4–6, 9–11, 8–6, 8–6, 6–4  |
| Поразка   | 11.  | березень 1963 | Moscow International Championships        | ?                        | Лейус Тоомас          | 6–0, 1–6, 6–3, 6–2        |
| Перемога  | 12.  | серпень 1963  | Danish National Championships             | ?                        | Йорген Ульріх         | 6–2, 6–3, 6–4             |
| Перемога  | 13.  | серпень 1964  | Danish National Championships             | ?                        | Торбен Ульріх         | 3–6, 5–7, 7–5, 8–6, 6–0   |
| Поразка   | 14.  | листопад 1965 | King's Cup Final (London)                 | Wood (i)                 | Боббі Вілсон          | 3–6, 6–2, 6–4, 12–10      |
| Перемога  | 15.  | січень 1966   | Danish Covered Courts                     | ?                        | Карль-Едвард Геделунн | 6–0, 6–4, 4–6, 6–1        |
| Перемога  | 16.  | серпень 1966  | Danish National Championships             | ?                        | Карль-Едвард Геделунн | 6–0, 6–4, 4–6, 6–1        |
| Поразка   | 17.  | березень 1967 | South African Championships               | Корт з твердим покриттям | Мануель Сантана       | 6–2, 2–6, 6–4, 3–6, 4–6   |
| Поразка   | 18.  | липень 1967   | Travemünde International                  | Ґрунтовий корт           | Іліє Настасе          | 4–6, 3–6, 2–6             |
| Поразка   | 19.  | серпень 1967  | Danish National Championships             | ?                        | Йорґен Ульріх         | 3–6, 6–4, 6–0, 6–1        |
| Поразка   | 20.  | листопад 1967 | Queensland Hard Court Championships       | Корт з твердим покриттям | Рой Емерсон           | 6–4, 12–10                |
| Перемога  | 21.  | лютий 1968    | Scandinavian Indoor Championships         | Килим (i)                | Олександр Метревелі   | 4–6, 12–10, 6–3, 6–4      |
| Поразка   | 22.  | лютий 1968    | U.S. National Indoor Tennis Championships | Килим (i)                | Мануель Сантана       | 6–8, 3–6                  |
| Перемога  | 23.  | лютий 1968    | Мейкон Indoor                             | Килим (i)                | Майк Сенгстер         | 6-3, 6-4, 5-7, 6-4        |
| Поразка   | 24.  | березень 1968 | Concord Indoor Championships              | Килим (i)                | Артур Еш              | 3–6, 13–15                |
| Перемога  | 25.  | серпень 1968  | Копенгаген Турнір                         | ?                        | Мартін Малліген       | 3–6, 6–2, 4–6, 6–1, 6–2   |
| Перемога  | 26.  | січень 1969   | Danish Covered Courts                     | ?                        | Карль-Едвард Геделунн | 6–4, 6–3, 6–3             |
| Перемога  | 27.  | лютий 1969    | Rothmans Trophy Crystal Palace,           | Килим (i)                | Мануель Орантес       | 9–7, 7–5                  |
| Перемога  | 28.  | серпень 1969  | Danish National Championships             | ?                        | Йорген Ульріх         | 6–2, 6–2, 6–1             |
| Поразка   | 29 . | серпень 1969  | Копенгаген Турнір                         | ?                        | Мартін Малліген       | 4-6, 6-4, 7-9, 14-12, 1-6 |
| Перемога  | 20.  | серпень 1970  | Danish National Championships             | ?                        | Йорґен Ульріх         | 6–3, 6–4, 6–4             |
| Поразка   | 31.  | червень 1971  | Chichester International                  | Трава                    | Джералд Беттрік       | 2-6, 8-9                  |
| Поразка   | 32.  | липень 1971   | Swedish Open Bastaad, Швеція              | Ґрунтовий корт           | Іліє Настасе          | 7–6, 2–6, 1–6, 4–6        |
| Перемога  | 33.  | лютий 1972    | Scandinavian Indoor Championships         | Килим (i)                | Реймонд Мур           | 6–1, 11–9, 6–3            |